# Comment manger 10 vers de terre en une journée
Pour plus de détails, voir Fiche technique et Distribution.
Comment manger 10 vers de terre en une journée ou Comment manger des vers de terre au Québec (How to Eat Fried Worms) est un film américain réalisé par Bob Dolman, sorti en 2006.

## Synopsis
Billy (Luke Benward), un jeune garçon de 11 ans, vomit pour le moindre dégoût. Il déménage avec ses parents (Tom Cavanagh et Kimberly Williams-Paisley) son petit frère Woody (Ty Panitz) dans une nouvelle ville. Regrettant son ancienne classe et ses amis, il décide de ne pas aller à l'école parce qu'il sera considéré comme le "petit nouveau". Sa mère lui assure qu'il fera des amis et tout ira bien. À l'école, cependant, il devient la cible de la terreur de l'école, Joe Guire (Adam Hicks), de ses deux complices, nommés Plug (Blake Garrett) et Bradley (Philip Daniel Bolden) et du reste de sa bande : Benjy (Ryan Malgarini), Techno-bouche (Andrew Gillingham), Twitch (Alexander Gould) et Donny (Alexander Agate).
Ils l'appellent « Billy F. » en voyant son nom sur son thermos. Plug et Bradley le lui volent. Il est assis derrière Erika Tansy (Hallie Kate Eisenberg), une fille, qui n'est autre que le souffre-douleur de l'école depuis toujours, que tout le monde appelle "Erk". Au déjeuner, Billy ouvre son thermos et déverse un tas de vers de terre. Écœuré, il vomit tout ce qu'il peut avant de reprendre des forces. Puis, reprenant confiance, il jette l'un des vers de terre sur le visage de Joe et dit à tout le monde qu'il mange vraiment des vers.
Le lendemain après l'école, Joe, Plug et Benjy rattrapent Billy qui continuent à le harceler en lui disant en boucle "gros plein de vers", lorsqu'il rentre à la maison. Joe lui propose un pari : Billy doit manger dix vers en une seule journée (ce samedi) sans vomir, et le perdant doit venir à l'école avec des vers de terre dans son pantalon et marcher dans le couloir devant tout le monde. Billy sait qu'il ne peut pas gagner le pari, mais il accepte quand même.
Le lendemain, Billy est associé à Adam Simms, un garçon sans amis. Après avoir mangé le premier ver, le gang se fait attraper par un garde de sécurité du parc pour l'utilisation d'un barbecue dans le parc sans surveillance d'un adulte. Billy devient plus confiant avec chaque ver qu'il avale. Ils mangent le deuxième et le troisième ver dans la cuisine de l'oncle d'Adam (Clint Howard), chef d'un restaurant, tout en restant cachés. Après que Billy mange le quatrième, Twitch et Techno-bouche quitte l'équipe de Joe et deviennent les nouveaux meilleurs amis de Billy. À la cour de récréation, Billy mange le cinquième ver.
Après le dîner, les garçons vont à un magasin d'appâts pour manger leurs deux prochains vers. Le propriétaire de la boutique d'appâts (Jo Ann Farabee) tente de les dénoncer pour le vol à l'étalage des deux vers. Après que Joe tente d'empêcher Billy de manger le dernier ver, dans le temps, toute sa bande se joint à Billy. Billy mange le ver final avant la limite de temps prévue. Nigel Guire (Nick Krause), frère de Joe, qui a tout vu, tente de l'humilier pour avoir perdu. Billy et le reste de la bande le défendent, et a dit à Nigel de le laisser tranquille, et qu'il arrête de l'embêter.
Après avoir réfléchi au cours de la nuit suivante, Billy retourne à l'école. Il explique à Joe que le deuxième ver a été mangé par Bardane, après qu'il a été accidentellement mis dans son omelette. Puisqu'ils ont tous les deux perdus le pari, ils ont tous les deux mis des vers dans leurs pantalons et tous les autres enfants les regardent.

## Fiche technique
- Titre français : Comment manger 10 vers de terre en une journée
- Titre québécois : Comment manger des vers de terre
- Titre original : How to Eat Fried Worms
- Réalisateur : Bob Dolman
- Produit par Mark Johnson et Philip Steuer
- Scénario : Bob Dolman, d'après le roman de Thomas Rockwell
- Musique : Mark Mothersbaugh et Robert Mothersbaugh
- Images : Richard Rutkowski
- Montage par Janice Hampton et Frederick Wardell
- Distribution : New Line Cinema & Walden Media
- Production : Metropolitan Film & Video
- Genre : Comédie
- Durée : 85 minutes
- Sortie : 26 juillet 2006 ( France)

## Distribution
Légende : Version Française = VF et Version Québécoise = VQ
- Luke Benward (VF : Louis Lecordier ; VQ : Alexandre Bacon) : Billy Forrester
- Hallie Kate Eisenberg (VQ : Andrée-Anne Duquette) : Erika "Erk" Tansy
- Nick Krause (VQ : Roxan Bourdelais) : Nigel Guire
- Austin Rogers (VQ : Caroline Lamonde) : Adam
- Alexander Gould (VQ : Valentina Cean) : Secousse
- Ryan Malgarini (VQ : Claudia-Laurie Corbeil) : Benjy
- Adam Hicks (VQ : François-Nicolas Dolan) : Joe Guire
- Philip Bolden (VQ : Laetitia Isambert-Denis) : Bradley
- Clint Howard (VQ : Frédéric Paquet) : Oncle Ed
- Ty Panitz (VF : Dorothée Pousséo ; VQ : Alice Dorval): Woody Forrester
- James Rebhorn : Principal « Boilerhead » Bardane
- Tom Cavanagh (VQ : François Godin) : Mitch Forrester
- Kimberly Williams (VQ : Violette Chauveau) : Helen Forrester
- Andrew Gillingham (VQ : Aliocha Schneider) : Techno bouche
- Blake Garrett  (VF : Brigitte Lecordier ; VQ : Samuel Hébert) : Plug
- Alexander Agate (VQ : Sarah-Jeanne Labrosse) : Donny
- Andrea Martin : Mme Bommley
- David Bewley : Rob Simon
- Simone White : l'enseignant de Woody
- David Noël : Pascale

## Accueil
Le film a fait ses débuts en n°11 avec 4 000 000 $ aux États-Unis et au Canada. Il sort du cinéma sept semaines plus tard, avec un total de 13 millions $ aux États-Unis et au Canada.
Il a reçu un accueil critique plutôt mitigé, recueillant 59 % de critiques positives sur Rotten Tomatoes, Metacritic a donné au film un score de 56 % et Filthy a donné au film 4/5 pour sa représentation réaliste de la performance des enfants dans le film.